# Kruiningen-Yerseke
Kruiningen-Yerseke (ned: Station Kruiningen-Yerseke) – stacja kolejowa w Kruiningen, w prowincji Zelandia, w Holandii. Stacja znajduje się na linii Roosendaal – Vlissingen. Stacja faktycznie znajduje się na granicy dwóch gmin Kruiningen i Yerseke.

## Linie kolejowe
- Linia Roosendaal – Vlissingen

## Połączenia
- 2200 IC  Amsterdam Centraal – Haarlem – Leiden Centraal – Den Haag HS – Rotterdam Centraal – Dordrecht – Roosendaal – Krabbendijke – Vlissingen